# 時宗王
時宗王（ときむねおう、生年不詳 - 天安2年9月28日（858年11月7日））は、平安時代初期の皇族。系譜は明らかでないが、桓武天皇もしくは嵯峨天皇の孫か。官位は従四位下・相模守。

## 経歴
仁明朝の承和3年（836年）二世王の蔭位により无位から従四位下に直叙される。承和14年（847年）治部大輔次いで大学頭に任ぜられる。
嘉祥3年（850年）仁明天皇崩御後の初七日に近陵七ヶ寺に遣使が行われた際、時宗王は正親正・善永王や刑部少輔・藤原関雄とともに拝志寺使を務めた。文徳朝末の天安2年（858年）4月に天下平安を祈念して諸大神社に使者が派遣された際にも、時宗王は右近衛中将・源興らとともに使者を務めている。同年9月28日卒去。最終官位は散位従四位下。

## 官歴
『六国史』による。
- 承和3年（836年） 正月7日：従四位下（直叙）
- 承和14年（847年） 2月11日：治部大輔。5月10日：大学頭
- 仁寿3年（853年） 正月16日：相模守
- 天安2年（858年） 9月28日：卒去（散位従四位下）